# Francesco Guidolin
Francesco Guidolin (ur. 3 października 1955 w Castelfranco Veneto) – włoski trener piłkarski i piłkarz.